# 桜井春
桜井 春（さくらい はる、1988年11月16日 - ）は、日本のAV女優。
身長:156cm。スリーサイズ:B85(E)・W56・H84。血液型:AB型。

## 略歴・人物
2007年にデビューしたギャル系のAV女優である。

## 出演作品

### アダルトビデオ
2007年
- エスカレートするドしろーと娘 120 （12月1日、プレステージ）
- WATER POLE 39 （12月11日、プレステージ）

2008年
- HARUのハジライSEX （1月1日、ワンズファクトリー）
- 現役女子大生 桜井春 デジモアングル 潮吹き×イキまくり2時間 （1月11日、アップス）
- Can College 10 （1月11日、プレステージ）
- 京都で見つけた超天然素材 桜井春 18歳 （1月17日、SODクリエイト）
- 制服美少女白書 10 （2月22日、プレステージ）
- 輪姦生中出し20連発 （3月1日、ワンズファクトリー）
- 渋谷素人ギャル 潮吹き・中出し・拘束電マ徹底イカせ… （3月6日、GARCON）
- 渋谷タムロ 女子○生CLUB 合コンの性交術 01 （3月12日、プレステージ）
- 美脚黒パンスト女子校生 （3月13日、マルクス兄弟）…オムニバス作品
- ERO-(e) レイプ 2 （3月28日、TMA）…オムニバス作品
- 見つめられたまましゃぶられてイってしまった僕 （4月1日、ワンズファクトリー）…オムニバス作品
- 女子校生レイプ痴漢電車 （4月4日、GLAY'z）…オムニバス作品
- 万引き少女 いいなりレイプ （4月11日、I.B.WORKS）…オムニバス作品
- GALレイプ 無理やり犯される7人のギャルたち （4月12日、隼エージェンシー）…オムニバス作品
- 美脚中出し 6 （4月12日、隼エージェンシー）…オムニバス作品
- フェラコレ2008春SP （4月12日、隼エージェンシー）…オムニバス作品
- XXX-2 （4月25日、ブリット）
- GAL 縄 （5月7日AVS）
- こだわりの手コキ4時間SP 8 30人の （5月10日、隼エージェンシー）…オムニバス作品
- 女子校生レイプ中出し 4 （5月19日、ミスター・インパクト）…オムニバス作品
- ギャル集団乱交 中出し20連発 SPECIAL （5月22日、アイエナジー）
- 競泳水着 4時間 （5月23日、TMA）…オムニバス作品
- 生中出し女子校生4時間 5 （6月20日、メディアステーション）…オムニバス作品
- 24人の乳もみインタビュー 4時間 2 （6月20日、TMA）…オムニバス作品
- Gal Can ガチハメ★オラ2潮吹きFUCK （6月21日、h.m.p）
- 素人コギャルHEAVEN 4時間NEO 6 （6月27日、ケイ・エム・プロデュース）…オムニバス作品
- 即ハメ☆ヤリまんGAL （7月1日、ワンズファクトリー）…オムニバス作品
- おもらし学園 ハイスクールエクスタシー （7月11日、LEO）…オムニバス作品
- Dobule Gal's Hunt galの優しい童貞狩り （7月15日、ワープエンタテインメント）
- ザ・ギャルナン・ゲット! 51 （7月17日、グローリークエスト）…オムニバス作品
- ロリはめ 16 （8月8日、I.B.WORKS）…オムニバス作品
- 尻コキ尻もみ尻ズリ発射 （8月13日、マルクス兄弟）…オムニバス作品
- チ●ポは自分でシゴきますから、それ以外の「接吻」とか「乳首責め」とか「亀頭チロチロ舐め」とかのお手伝いは、ぜ～んぶお姉さんがシテ下さい。 2 （8月15日、ワープエンタテインメント）…オムニバス作品
- お姉さんが犯してあげる 43 （8月22日、クリスタル映像）…オムニバス作品
- 綺麗なお姉様も淫れたい 1 （8月22日、Fan）…オムニバス作品
- 特選!!S級素人ギャルコレクション 4時間 6 （9月19日、メディアステーション）…オムニバス作品
- 生脱ぎ素人初撮りH （10月1日、チーム川崎）…オムニバス作品
- スクール水着♥ （10月7日、Be Free）
- スク水角オナニー （10月10日、I.B.WORKS）…オムニバス作品
- 女子校生 電マ潮吹き （10月24日、クリスタル映像）…オムニバス作品
- 生意気女子校生をレイプして生中出ししちゃいました! NEO （11月21日、ケイ・エム・プロデュース）…オムニバス作品
- 失禁おもらし潮吹きクイーン （12月12日、LEO）…オムニバス作品

2009年
- はじめての自画撮りオナニー （1月9日、I.B.WORKS）…オムニバス作品
- agehaギャル極エロMax4時間 （2月13日、マルクス兄弟）…オムニバス作品
- ロリータ顔上手コキ （2月13日、I.B.WORKS）…オムニバス作品
- 芸能人になれるよと騙して誘った素人娘たちを、あの手この手でいやらしい事しちゃいました!! （3月1日、ワンズファクトリー）…オムニバス作品
- 美形限定素人ギャル!! ベロチュー手コキしてくれませんか? VOL.02 （3月5日、GARCON）…オムニバス作品
- 女子校生中出し4時間 Ⅱ (3月19日、ミスター・インパクト)…オムニバス作品

2014

最高に気持ちいい〜尺八 川村まや、浜崎りお、茅ヶ崎彩夏、櫻井春